# Американо-южноафриканские отношения
Американо-южноафриканские отношения — двусторонние дипломатические отношения между США и ЮАР.

## История
В 1929 году Соединенные Штаты установили дипломатические отношения с Южной Африкой, после признания Великобританией права на внутреннюю и внешнюю автономию Южной Африки в рамках Британской империи. До 1990-х годов правительство Южной Африки проводило политику апартеида (господство белых над большинством черного населения и расовое разделение). С 1970-х годов и до начала 1990-х годов межгосударственные отношения США и ЮАР были напряжёнными из-за расовой политики этого африканского государства. В 1994 году пришёл конец эпохи апартеида и в стране стали проводить демократические реформы, что привело к нормализации двусторонних отношений. В настоящее время Южная Африка является стратегическим партнёром Соединённых Штатов в области здравоохранения, безопасности и торговли. Обе страны поддерживают политику по развитию экономики африканских государств, также Южная Африка играет ключевую экономическую и политическую роль на африканском континенте. Соединенные Штаты ищут возможности для увеличения американо-южноафриканского сотрудничества по региональным и международным вопросам. В 2010 году Соединенные Штаты и ЮАР начали проводить стратегический диалог, направленный на углубление сотрудничества по целому ряду вопросов, представляющих взаимный интерес.

## Торговля
Экономические и торговые отношения между странами традиционно сильны. Южная Африка имеет право на торговые льготы в рамках программы Африканского экономического роста и возможностей. Страна входит в Южноафриканский таможенный союз с которым у США подписано соглашение о торговле, инвестициях и развитии. Соединенные Штаты и ЮАР подписали двустороннее соглашение по устранению двойного налогообложения.